# À la musique
À la musique è un'opera vocale di Emmanuel Chabrier per soprano solista, coro femminile e orchestra (o pianoforte) composta nel 1890. Le parole sono del poeta e drammaturgo Edmond Rostand.

## Storia
Fu scritto come regalo per la festa di inaugurazione della casa per Jules "Tergis" Griset, industriale e violoncellista appassionato (membro del famoso Geloso Quartet con Albert Géloso, Pierre Monteux e Bloch), al quale è dedicato (per inaugurare la casa di un amico). Fu eseguito per la prima volta nel novembre 1890 a casa di Griset (poi Place de Laborde, ora 12 Place Henri-Bergson, Parigi) dalla Société Choral d'Amateurs Guillot de Sainbris con Chabrier al pianoforte.
La prima esecuzione pubblica fu il 23 marzo 1891 con la signora Rachel-Pascaline Leroux-Ribeyre e l'Orchestra della Colonne diretta da Édouard Colonne al Théâtre du Châtelet. Fu anche eseguito al Concerts du Conservatoire il 22 e 29 gennaio 1893 con Éléonore Blanc (che avrebbe creato il ruolo di Briséïs quattro anni dopo) come solista, diretto da Paul Taffanel. Il manoscritto orchestrale si trova ora nella Biblioteca nazionale di Francia.
La musica (annotata Andantino, molto con affetto) è nella vena più tenera e lirica di Chabrier, completamente priva di qualsiasi suggestione di eccentricità o magniloquenza pseudo-wagneriana. Myers sottolinea i tocchi audaci, come quando i contralti, su un fa# tenuto nell'orchestra, ripetono per quattro lunghe battute in 9/8 le parole "musique adorabile" sulla stessa nota, mentre la solista e altre voci intrecciano attorno a loro una espressiva melodica figura che inizia sul sol naturale. Myers aggiunge: "i suoi accenti limpidi e melliflui sono completamente innocenti rispetto a qualsiasi di quella vena nascosta di ironia, spavalderia o esagerazione umoristica che sono diventate le caratteristiche del suo stile molto idiosincratico".
À la musique era il pezzo preferito di Claude Debussy ed è stato scelto da Désiré-Émile Inghelbrecht per aprire il concerto che diresse per inaugurare il nuovo Théâtre des Champs-Élysées il 2 aprile 1913. Presente alle prove per questo concerto, Debussy chiese al direttore di suonarlo di nuovo, solo per il piacere di ascoltarlo.

## Orchestrazione
À la musique è scritta per un'orchestra composta da:
- 2 flauti, 2 oboi, 2 clarinetti in si bemolle, 2 fagotti
- 4 corni in fa, 2 trombe in fa, 3 tromboni
- timpani, triangolo
- 2 arpe, violini, viole, violoncelli e contrabbassi.